# You (George Harrison)
You è un brano musicale di George Harrison, apparso sull'album Extra Texture (Read All About It) (1975). Il pezzo era stato originariamente registrato da Ronnie Spector. Nell'LP è presente una "reprise" del brano, intitolata A Bit More of You. You apparve, sempre nel '75, su un singolo (B-side: World of Stone).

## Il brano

### Storia e composizione
George Harrison era un grande ammiratore della musica soul e R&B; il suo cantante maschile preferito era Marvin Gaye, mentre tra le sue favorite cantanti femminili si annoveravano Doris Troy, Mary Wells e Ronnie Spector. Quest'ultima era stata un membro delle Ronettes ed era stata la moglie del celebre produttore statunitense Phil Spector fino all'inizio degli anni settanta; la signora Spector (in realtà Veronica Bennett) pubblicò anche un brano scritto da Harrison Try Some, Buy Some. You, una delle composizioni più semplici del chitarrista britannico, risale al 1970, ed era stata scritta appositamente per la cantante soul. Il biografo di Harrison Simon Leng ha considerato questa canzone come il maggior esempio dell'influenza della Motown Records su George; è stato ipotizzato che le liriche di questo pezzo abbiano ispirato quelle di Silly Love Songs, un hit single dei Wings firmato McCartney, il quale era il leader del gruppo.

### Registrazione

#### 1971
La traccia di base per You venne incisa il 2 febbraio 1971, nel corso di una seduta per un ipotizzato LP di Ronnie Spector. Il 2, così come nel giorno seguente, venne registrata anche A Bit More of You, assieme a Try Some, Buy Some, il suo lato B Tandoori Chicken e l'inedito Lovely Laddy Day. Il 3 febbraio si unì alla backing band, formata da Harrison, Leon Russell e Pete Ham, anche John Lennon, che infatti non suonò in You. I produttori delle sedute di questi due giorni furono probabilmente Harrison e Phil Spector, mentre il fonico Phil McDonald. Quelle furono tra le pochissime incisioni di Ronnie, la quale, in quel periodo, era fortemente limitata dal marito, che la rinchiudeva in casa. Da quei due giorni di registrazione, l'unico risultato concreto fu la pubblicazione del 45 giri Try Some, Buy Some/Tandoori Chicken nell'aprile dello stesso anno, senza ottenere un buon successo. You era stato deciso come secondo singolo della Spector, ma il flop del precedente fece scartare il progetto.

#### 1975
Già Harrison aveva utilizzato la traccia di base di Try Some, Buy Some per pubblicare una sua versione del pezzo sull'LP Living in the Material World (1973). Lo stesso avvenne per You: infatti, dopo aver sovrainciso la voce, fece aggiungere, il 31 marzo 1975, la batteria (Jim Keltner), un assolo di sassofono tenore (Jim Horn) e delle parti di tastiere (David Foster).
In un'intervista alla BBC nel settembre 1975, Harrison disse che si trattava di una buona basic track della quale si era scordato l'esistenza. Il cantante ebbe qualche difficoltà nell'eseguire le parti vocali di You, più adatte al registro di Ronnie Spector che al suo. Sebbene non accreditata sul retro-copertina di Extra Texture, la voce della cantante statunitense si può sentire di tanto in tanto nel corso del brano.

### Pubblicazione ed accoglienza
You apre l'album Extra Texture (Read All About It) del settembre 1975, che presenta, come prima traccia del suo lato B, A Bit More of You; quest'LP è stato considerato da George Harrison come il suo peggiore. Venne pubblicato dopo un periodo molto duro per il chitarrista, il 1974, ebbe una laringite, ma ugualmente fece un tour nel Nord America e pubblicò l'album Dark Horse, facendosi attaccare molto duramente dai critici, e divorziò dalla moglie Pattie Boyd. You in seguito apparve nella raccolta The Best of George Harrison (1976).
Con ambedue le facciate estratte da Extra Texture.
Il singolo della Apple You/World of Stone venne pubblicato il 12 settembre 1975 in Gran Bretagna (numero di serie: R 6007) ed il 15 negli Stati Uniti (numero di serie: 1884). Sesto singolo per George, presenta delle fotografie di copertina molto simili a quelle dell'album da cui è estratto; il logo della Apple Records è, invece di una mela intera, una mela parzialmente mangiata, per simboleggiare che il contratto con l'etichetta è terminato. Nel solco del vinile, solo sul lato A è presente la scritta "A Porky Prime Cut", ad opera del fonico George Peckham. L'SP non ebbe un particolare successo: arrivò alla 20ª posizione su Billboard Hot 100, principale classifica americana ed alla 38ª nel Regno Unito; altri piazzamenti conosciuti sono il 9º posto in Canada, il 19° in Svezia, alla 35ª in Nuova Zelanda ed alla 43ª in Germania. Il 4 aprile 1977 apparve nei negozi di dischi statunitensi una riedizione del singolo Dark Horse, che presentava al lato B You; il 45 giri venne pubblicato dalla Capitol Records con il numero di catalogo 6245.
Il critico musicale Richard S. Ginell di AllMusic, recensendo Extra Texture, ha definito You come un ottimo inizio per l'LP, annoverandola tra le tracce migliori di questo, assieme a The Answer's at the End e This Guitar. Sempre da AllMusic, Lindsay Planer, scrivendo una recensione sulla sola You, l'ha definita "propulsiva", ed ha fatto notare il contrasto tra il testo semplice e la traccia di base "potente"; la Planer ha anche lodato l'insieme di musicisti che la compongono. Dave Marsh della rivista Rolling Stone affermò che You era il miglior brano di George dai tempi di My Sweet Lord, e che, da sola, faceva capire che la carriera del quiet one non si fosse fermata a Dark Horse. Il testo venne però attaccato da Roy Carr e Tony Tyler sul loro libro The Beatles: An Illustrated Record. In un articolo apparso su Rolling Stone poco tempo dopo la morte del musicista, la canzone venne definita come una delle migliori di George, pubblicata in un ottimo singolo, che presenta un fantastico mixaggio simil-Spectoriano.

## Formazione
Dal retro-copertina di Extra Texture (Read All About It):
- George Harrison: voce, chitarra elettrica
- Carl Radle: basso elettrico
- Leon Russell: pianoforte
- David Foster: organo, ARP String Ensemble
- Gary Wright: piano elettrico
- Jim Keltner: batteria
- Jim Gordon: batteria
- Jim Horn: sassofono[1]

## Cover
- Sull'album-tributo He Was Fab: A Loving Tribute to George Harrison (2003) è presente una cover ad opera di Lisa Mychols[20]
- Sull'album-tributo Something for George (2005) dei Fradkin appare una versione del pezzo[29]

### Annotazioni
1. ↑  SI Don't Care Anymore è il lato B di Ding Dong, Ding Dong solo nel Regno Unito, dove il 45 giri venne pubblicato prima rispetto agli USA, il 6 dicembre 1974; lì, I Don't Care Anymore era già stata utilizzata per Dark Horse, per cui al suo posto andò Hari's on Tour (Express)
2. ↑  Sempre secondo Leng, altre influenze della Motown sono riscontrabili in What Is Life e Don't Let Me Wait Too Long
3. ↑  Due basi ritmiche della traccia appaiono sul bootleg  The Harri-Spector Show, su bootlegzone.com. URL consultato il 20 luglio 2014 (archiviato dall'url originale il 19 ottobre 2013).
4. ↑  You è tra le poche canzoni del solo George Harrison ad apparire sulla compilation: infatti, la EMI, finiti i contratti con gli ex-Beatles, aveva completa libertà sul materiale dei Fab Four, per cui poté mettere sulla raccolta 7 canzoni della band composte da Harrison e 6 della sua carriera solista. You appare tra Give Me Love e Bangla Desh
5. ↑  Questa non è la prassi nella discografia Harrisoniana: escludendo le b-side non incluse negli album, il singolo This Guitar (Can't Keep from Crying), anch'esso estratto da Extra Texture, presenta al lato B Maya Love da Dark Horse

### Fonti
1. 1 2 3 4 5  (EN) Graham Calkin, Extra Texture, su jpgr.co.uk, JPGR. URL consultato il 20 luglio 2014.
2. 1 2 3 4  (EN) Graham Calkin, George Harrison - You, su jpgr.co.uk, JPGR. URL consultato il 20 luglio 2014.
3. ↑   Alan Clayson, George Harrison, Sanctuary, 2003., pag. 170-171
4. ↑   Kevin Howlett, Living in the Material World, EMI, 2006., sul libretto
5. 1 2 3  (EN) Tim Sendra, Ronnie Spector, su allmusic.com, AllMusic. URL consultato il 20 luglio 2014.
6. ↑  Clayson, pag. 349.
7. ↑   George Harrison, I, Me, Mine, Chronicle Books, 2002., pag. 219
8. ↑   Simon Leng, While My Guitar Gently Weeps: The Music of George Harrison, Hal Leonard, 2006., pag. 70-71, 180
9. ↑   Ian Inglis, The Words and Music of George Harrison, Praeger, 2010., pag. 50
10. 1 2 3   Keith Badman, The Beatles Diary Volume 2: After the Break-Up, 1970-2001, Omnibus Press, 1999., pag. 156 - 158 dell'edizione iTunes
11. ↑  (EN) You by George Harrison, su songfacts.com, Songfacts. URL consultato il 20 luglio 2014.
12. ↑   Chip Madinger & Mark Easter, Eight Arms to Hold You: The Solo Beatles Compendium, 44.1 Productions, 2000., pag. 434, 452
13. ↑  Clayson, pag. 281.
14. ↑   Bruce Spizer, The Beatles Solo on Apple Records, 498 Productions, 2005., pag. 275
15. ↑  Badman, pag. 165 dell'edizione cartacea
16. ↑  Harrison, pag. 218.
17. ↑  Madinger & Easter, pag. 452.
18. ↑   Hervé Bourhis, Il Piccolo Libro dei Beatles, Blackvelvet, 2012., pag. 123
19. ↑  Hervé Bourhis, pag. 120.
20. 1 2 3  (EN) Lindsay Planer, You - George Harrison, su allmusic.com, AllMusic. URL consultato il 20 luglio 2014.
21. 1 2  (EN) George Harrison - Solo US Singles, su mybeatles.net, mybeatles.net. URL consultato il 20 luglio 2014.
22. ↑  (EN) Bruce Eder, George Harrison - Awards, su allmusic.com, AllMusic. URL consultato il 20 luglio 2014.
23. ↑  (EN) Steve Hawtin, Song artist 215 - George Harrison, su tsort.info, Tsort. URL consultato il 20 luglio 2014.
24. ↑  (EN) George Harrison - You, su hitparade.ch, HitParade. URL consultato il 20 luglio 2014.
25. ↑  (EN) Richard S. Ginell, Extra Texture - George Harrison, su allmusic.com, AllMusic. URL consultato il 20 luglio 2014.
26. ↑  (EN) Dave Marsh, Extra Texture - George Harrison, su rollingstone.com, Rolling Stone Magazine. URL consultato il 20 luglio 2014 (archiviato dall'url originale il 20 settembre 2017).
27. ↑   Roy Carr & Tony Tyler, The Beatles: An Illustrated Record, Trewin Copplestone Publishing, 1978., pag. 116-117
28. ↑  (EN) Autori vari, Harrison, in Rolling Stone Magazine, 2002,  p. 46, 188.
29. ↑  (EN) Something for George - Les Fradkin, su allmusic.com, AllMusic. URL consultato il 20 luglio 2014.